# Metallea notata
Metallea notata är en tvåvingeart som beskrevs av Wulp 1880. Metallea notata ingår i släktet Metallea och familjen Rhiniidae. Inga underarter finns listade i Catalogue of Life.